# Regionales Schutzgebiet Bosques de Shunté y Mishollo
Das Regionale Schutzgebiet Bosques de Shunté y Mishollo (span. Área de Conservación Regional Bosques de Shunté y Mishollo) (ACR BOSHUMI) befindet sich in der Region San Martín in Nordzentral-Peru. Bosques heißt dabei „Wälder“. Das Schutzgebiet wurde am 15. Dezember 2018 durch das Decreto Supremo N° 016-2018-MINAM eingerichtet. Die Regionalregierung von San Martín ist die für das Schutzgebiet zuständige Behörde. Das Schutzgebiet besitzt eine Größe von 1914,06 km². Es dient der Erhaltung der Bergwälder an der Ostflanke der peruanischen Zentralkordillere und damit einem Ökosystem endemischer und bedrohter Pflanzen- und Tierarten. Es wird in der IUCN-Kategorie VI als ein Schutzgebiet geführt, dessen Management der nachhaltigen Nutzung natürlicher Ökosysteme und Lebensräume dient.

## Lage
Das Schutzgebiet liegt 25 km westlich der Provinzhauptstadt Tocache und erstreckt sich über eine Länge von etwa 110 km entlang der Ostflanke der peruanischen Zentralkordillere. Es liegt in den Distrikten Campanilla und Huicungo der Provinz Mariscal Cáceres sowie den Distrikten Pólvora, Shunté, Tocache und Uchiza der Provinz Tocache. Das Areal umfasst im Süden das Quellgebiet des Río Tocache. Der mittlere Teil wird vom Río Mishollo in östlicher Richtung durchquert. Weiter nördlich liegen die Quellgebiete von Río Cotomono und Río Matallo im Schutzgebiet. Dieses grenzt im Nordwesten an den Nationalpark Río Abiseo.

## Ökosystem
In dem Gebiet wurden 201 Vogel-, 30 Säugetier- sowie 25 Amphibienarten gezählt. Bemerkenswert ist die Amphibienart Telmatobius atahualpai, endemisch in Peru. Außerdem gibt es zwei mutmaßlich neu beschriebene Froscharten aus den Gattungen Pristimantis und Oreobates. Weiterhin kommen die Echsenart Pholidobolus dicrus aus der Familie der Zwergtejus (Gymnophthalmidae), der Gelbschwanz-Wollaffe (Oreonax flavicauda), der Brillenbär (Tremarctos ornatus) und das Neunbinden-Gürteltier (Dasypus novemcinctus) in dem Gebiet vor. Endemische Pflanzenarten in dem Areal sind Aechmea ferruginea aus der Gattung Aechmea, Anthurium hamiltonii aus der Gattung der Flamingoblumen, Oyedaea oxylepis aus der Tribus Heliantheae, Parahancornia peruviana aus der Unterfamilie Rauvolfioideae, Peperomia exilamenta und Peperomia puberulipes aus der Gattung der Peperomien und Saurauia solitaria aus der Gattung Saurauia. Es gibt zwei endemische Vogelarten: die Schwarzbauchtangare (Ramphocelus melanogaster) sowie Grallaria przewalskii aus der Familie der Ameisenpittas. Ferner wurden in dem Gebiet 15 Fischarten erfasst. Neben der eingeführten Regenbogenforelle (Oncorhynchus mykiss) sind in dem Gebiet folgende Gattungen vertreten: Kletterwelse (Astroblepus), Gebirgsbachharnischwelse (Chaetostoma), Pimelodella aus der Familie der Heptapteridae, Hemibrycon und Bryconamericus aus der Unterfamilie der Stevardiinae, Parodon aus der Familie der Algensalmler sowie Prochilodus aus der Familie der Barbensalmler.

## Bilder von im Schutzgebiet vorkommenden Tieren

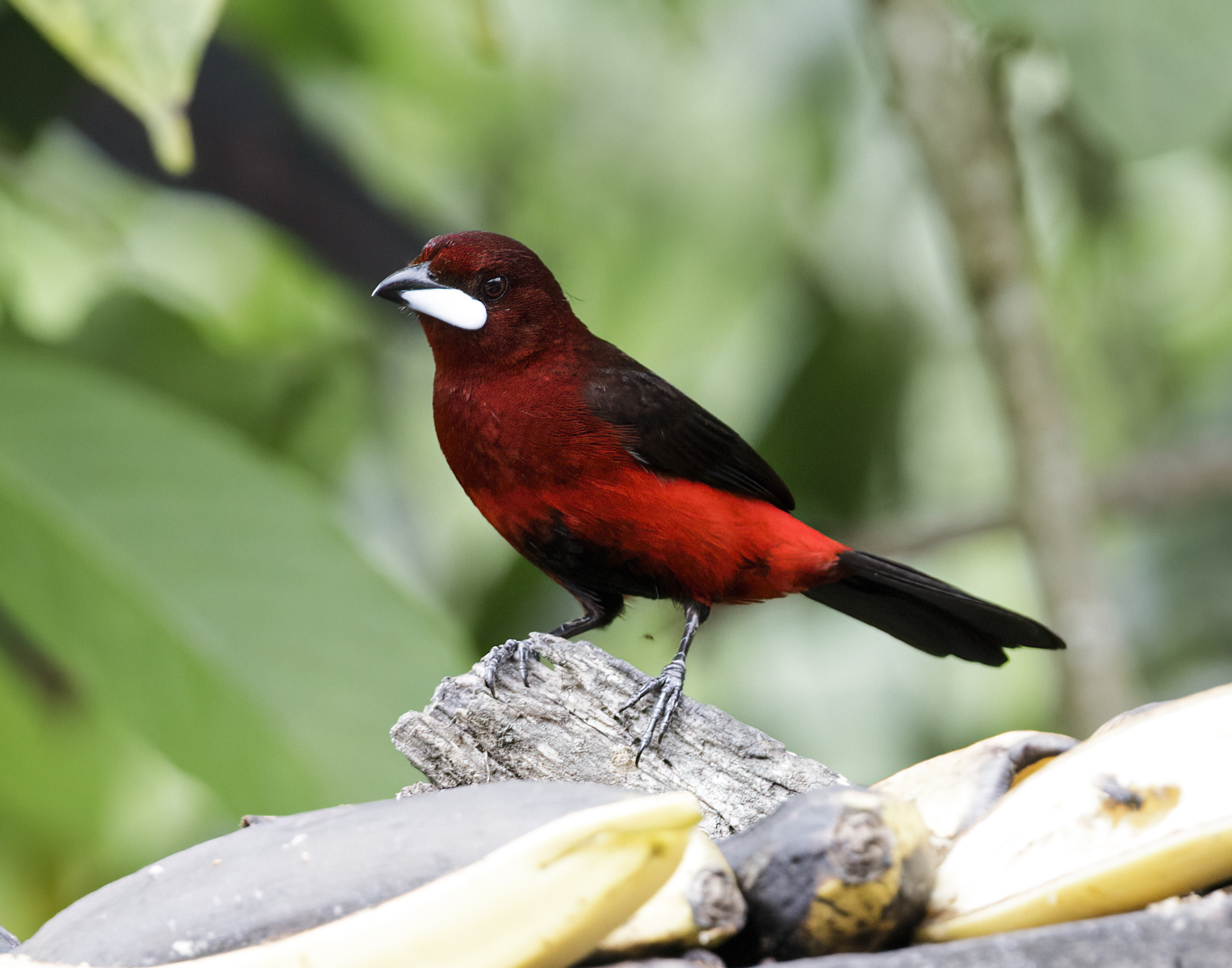
Schwarzbauchtangare
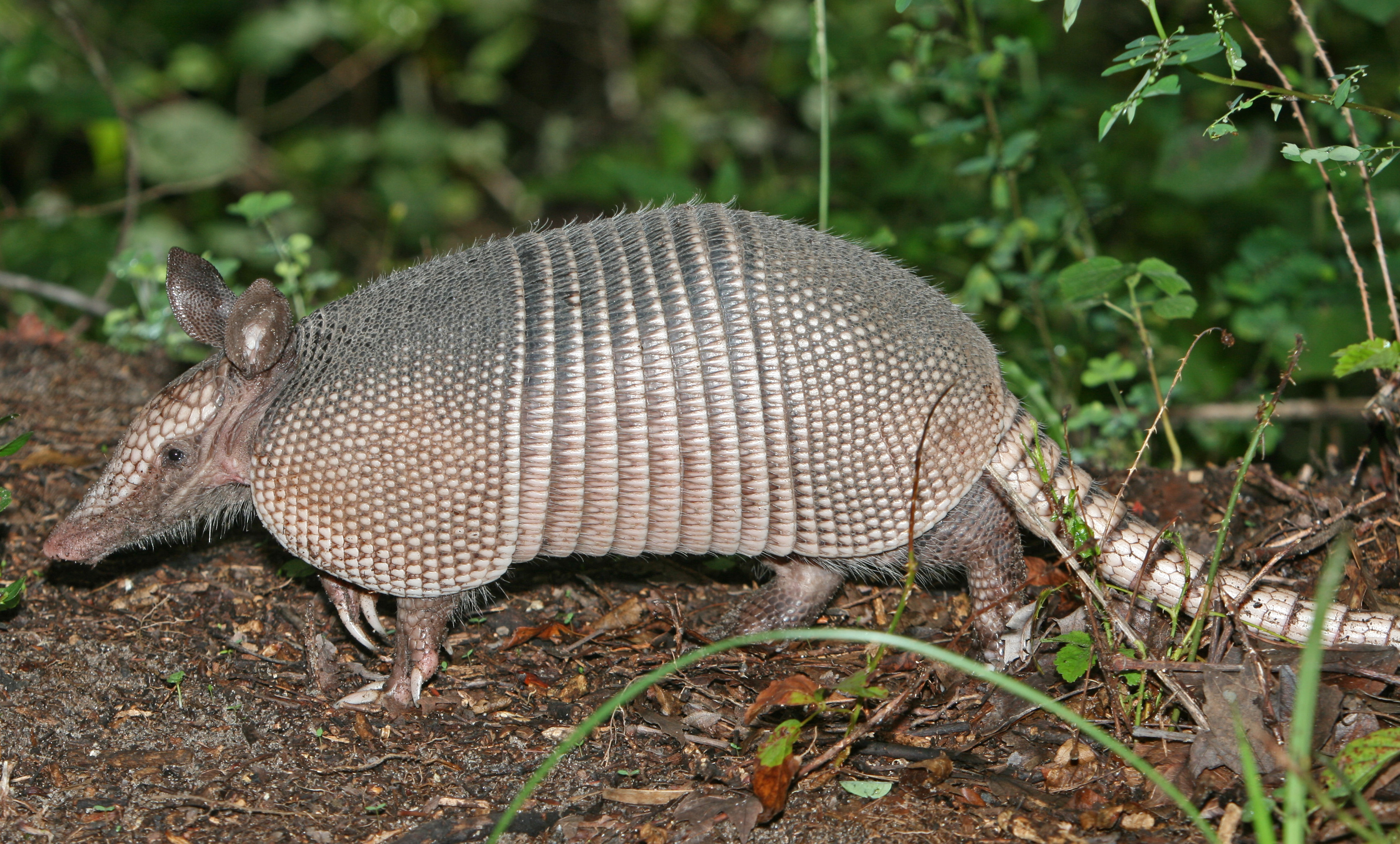
Neunbinden-Gürteltier
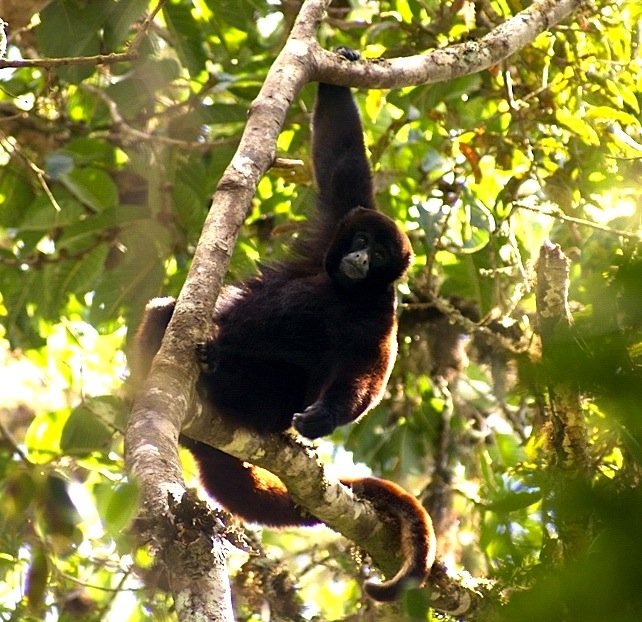
Gelbschwanz-Wollaffe